# Старотимошкино (Аургазинський район)
Старотимо́шкино (рос. Старотимошкино, башк. Иҫке Тимешкә) — присілок у складі Аургазинського району Башкортостану, Росія. Входить до складу Уршацької сільської ради.
Населення — 53 особи (2010; 68 в 2002).
Національний склад:
- татари — 97%